# Abderrahmane Soukhane
Abderrahmane Soukhane (arabisch عبد الرحمان سوخان, DMG ʿAbd ar-Raḥmān Sawḫān; * 13. September 1936 in El Biar, Algerien; † 5. Juli 2015 ebenda) war ein algerisch-französischer Fußballspieler. Zur Unterscheidung von seinem älteren Bruder Mohamed wurde er auch als Soukhane II bezeichnet.

## Vereinskarriere
Abderrahmane Soukhane spielte als Jugendlicher bei der JS El Biar in seiner damals noch zu Frankreich gehörenden Heimat. Als noch nicht ganz 20-Jähriger wechselte er 1956 zum Zweitdivisionär Le Havre AC, in dessen Ligamannschaft er meist als Halbstürmer eingesetzt wurde. Die Nordfranzosen beendeten diese und die folgende Saison jeweils im vorderen Tabellendrittel, ohne jedoch einen Aufstiegsplatz zu erreichen.
Im Sommer 1958 kam es zu einer abrupten Unterbrechung seiner Karriere im französischen Fußball: Soukhane hatte sich wie etliche andere algerische Berufsfußballer entschieden, für die Auswahlmannschaft der Unabhängigkeitsbewegung Algeriens (FLN) zu spielen, um so für die Selbständigkeit der französischen Kolonie zu werben. Ein Jahr später gehörte er, wie sein Bruder, zur Stammformation dieser inoffiziellen algerischen Nationalmannschaft, mit der er insbesondere auf zwei ausgedehnte Tourneen nach Ostasien und Osteuropa ging.
Nach der algerischen Unabhängigkeit (1962) kehrte Abderrahmane Soukhane nach Frankreich zurück und wurde bei Le Havre, das gerade wieder in die Division 2 abgestiegen war, mit offenen Armen aufgenommen. In der Saison 1963/64 war Soukhane sogar der erfolgreichste Ligatorjäger, aber zum Aufstieg reichten seine 21 Treffer dennoch nicht. Deshalb – und weil der Verein sich in den Amateurbereich zurückzog – nahm er ein Angebot des Erstdivisionärs Toulouse FC an, bei dem er unter anderem mit den Algeriern Kader Firoud (als Trainer) und Mahi Khennane im Aufgebot stand. Besonders erfolgreich verlief die Spielzeit 1965/66: Der TFC wurde Vierter in der Meisterschaft und erreichte im Landespokal das Halbfinale. In dieser Partie gegen Racing Strasbourg erzielte Soukhane früh den Führungstreffer, musste aber noch vor der Halbzeitpause für seinen des Feldes verwiesenen Torwart den Platz zwischen den Pfosten einnehmen und konnte den Ausgleich in der Schlussminute nicht verhindern; in der Verlängerung überwanden ihn die elsässischen Angreifer dann noch zwei weitere Male. Auch auf dieser ungewohnten Position wurde ihm eine gute Leistung attestiert, zumal es ihm nicht an Einsatzbereitschaft gemangelt hatte: Er beendete die hitzige, umkämpfte Begegnung mit aufgeplatzten Lippen und dem Verlust von vier Zähnen.
1966/67 nahm Abderrahmane Soukhane mit dem TFC am Messepokal teil, wo der TFC nach einem Freilos für die erste Runde mit 3:0 und 1:5 an Dinamo Pitești scheiterte; Soukhane erzielte zwei der vier Treffer seines Teams.
Nachdem Toulouse im Sommer 1967 seine Profiabteilung aufgelöst und seinen Platz in der Division 1 an Red Star Paris verkauft hatte, wechselte auch Soukhane zu diesem Klub, blieb dort aber nur eine Saison lang. Anschließend ging er nach Algerien zu USM Bel-Abbès.
Soukhane ist nach schwerer Krankheit im Alter von 78 Jahren in seiner Heimatstadt gestorben. Sein ehemaliger Verein Le Havre AC hat ihn in seine „Hall of Fame“ aufgenommen.

### Stationen
- Jeunesse Sportive d’El Biar (bis 1956)
- Le Havre Athletic Club (1956–1958, in D2)
- FLN-Auswahl (August 1958–1962)
- Le Havre Athletic Club (1962–1964, in D2)
- Toulouse Football Club (1964–1967)
- Red Star Football Club (1967/68)
- Union Sportive Musulmane de Bel-Abbès

## In der Nationalmannschaft
Abderrahmane Soukhane hat nicht nur für die Fußballauswahl des FLN, sondern ab 1963 auch für die offiziell anerkannte algerische A-Elf gespielt. Für diese stand er bis 1965 insgesamt sechsmal auf dem Rasen, darunter bei allen vier frühen Höhepunkten der Fennecs („Wüstenfüchse“ ist die geläufige Bezeichnung für Algeriens Nationalmannschaft), nämlich im Februar 1963 beim 4:0 gegen die Tschechoslowakei, wobei Soukhane das erste Tor erzielte, am Neujahrstag 1964 beim 2:0 gegen Deutschland, im November des gleichen Jahres gegen die UdSSR (2:2) und im Juni 1965 beim 0:3 gegen Brasilien. In beiden Mannschaften spielte er mit einigen der besten algerischen Profifußballer jener Zeit zusammen, darunter Mekhloufi, Zitouni, Ben Tifour, Kermali, Maouche und Oudjani.

## Palmarès
- Französischer Pokal: Halbfinalist 1966
- 6 A-Länderspiele (1 Treffer) für Algerien[10]
- 120 Spiele und 20 Tore in der Division 1, davon 88/17 für Toulouse, 32/3 für Red Star[11]
- 110 Spiele und 58 Tore in der Division 2[7]
- D2-Torschützenkönig 1963/64 (21 Treffer)